# جيناسيو نيليو دياس
جيناسيو نيليو دياس (بالبرتغالية: Ginásio Nélio Dias‏) هو ملعب رياضي داخلي يقع في ناتال بالبرازيل. تبلغ سعة الملعب 10،000 متفرج وتم افتتاحه في عام 2008. ويستضيف أحداثًا رياضية داخلية مثل كرة السلة والكرة الطائرة، كما يستضيف الحفلات الموسيقية.